# Harold Perrineau
Pour les articles homonymes, voir Perrineau.

Harold Perrineau, Jr. est un acteur américain, né le 7 août 1963 à Brooklyn. Il est connu pour ses rôles dans des séries télévisées, notamment pour son interprétation de Augustus Hill dans Oz et Michael Dawson dans Lost : Les Disparus. Depuis 2022, il est à l'affiche de From diffusée sur Paramount+.

## Biographie

### Jeunesse
Après avoir étudié la musique et l'art dramatique au Shenandoah Conservatory, Harold Perrineau Jr.

### Carrière
Il débute à la télévision avec une apparition dans la série Fame, puis dans un épisode du Cosby Show en 1989.
Un an plus tard, il apparaît au générique de deux œuvres mythiques, The King of New York d'Abel Ferrara au cinéma, et New York, police judiciaire à la télévision. Puis c'est l'aventure Les Ailes du destin. Diffusée sur NBC de 1991 à 1993, cette série humaniste permet au grand public de le découvrir dans le rôle de Robert Evans. Il enchaîne deux ans plus tard avec le film Smoke réalisé par Wayne Wang et écrit par Paul Auster.
1996 est une année charnière pour le comédien puisqu'il apparaît au générique de Blood and Wine aux côtés de Jack Nicholson et Michael Caine, et qu'il déclame Shakespeare en chœur avec Leonardo DiCaprio et Claire Danes dans l'adaptation très moderne de Romeo + Juliette réalisée par Baz Luhrmann.
Perrineau joue dans Urgences en 1997 le temps d'un épisode. La même année pour la série Oz, de 1997 à 2003, il y incarne Augustus Hill, rôle qui marque sa carrière.
En 2002, il apparait dans la saga Matrix où il interprète Link dans les deux derniers volets de la trilogie : Reloaded et Revolutions.
Après une apparition dans un épisode de la première saison de Dead Like Me, Harold Perrineau fait partie en 2004 du casting principal de la série Lost : Les Disparus. Il y interprète le rôle de Michael Dawson, un survivant du crash d'avion, durant les saisons 1, 2 et 4, et est invité sur la 6e et dernière saison en 2010.
On le voit notamment apparaître dans les clips de Will.i.am : Yes We Can et It's a New Day (song)

### Vie privée

#### Vie sentimentale
Il est père de trois filles : Aurora née en 1994, Wynter née en 2008 et Holiday née en 2013.

#### Engagement politique
Il a soutenu Barack Obama pendant sa campagne.

## Filmographie

### Télévision
- 1982 : Fame (série TV) : Dancer
- 1998 : Oz : Augustus Hill
- 1998 : La Tempête (The Tempest) (TV) : Ariel
- 1998 : Urgences (TV) : Isaac Price
- 2003 : Dead Like Me : Arun Levert
- 2004 : Lost : Les Disparus : Michael Dawson
- 2007 : Les Experts : saison 8, épisode 3
- 2009 : The Unusuals (série TV) : Leo Banks
- 2012 : Sons of Anarchy saison 5 dans 8 épisodes : Damon Pope
- 2012 : Wedding Band (série TV) : Stevie
- 2013 : New York, unité spéciale : Brian Traymor (saison 14, épisode 13)
- 2014 : Growing Up Fisher saison 1, épisode 1 : Fred
- 2014 : Z Nation saison 1, épisode 1 : Mark Hammond
- 2014 : Constantine : Manny
- 2016 : Goliath : Juge Roston Keller
- 2017 : Claws : Dean Simms
- 2017 : Esprits criminels (Criminal Minds) : Calvin Shaw
- 2019 : The Rookie : Le flic de Los Angeles, 9 épisodes : Nick Armstrong
- 2020 : Good Doctor : Saison 3, épisode 17 : Wes Keller
- Depuis 2022 : From : Boyd Stevens, le Shérif (rôle principal)

### Cinéma
- 1988 : Shakedown : Tommie
- 1990 : The King of New York (King of New York) : Thug Leader
- 1995 : Smoke : Thomas 'Rashid' Cole
- 1995 : Flirt : Man #1
- 1996 : Blood and Wine : Henry
- 1996 : Roméo + Juliette (Romeo + Juliet) : Mercutio
- 1997 : À couteaux tirés (The Edge) : Stephen
- 1998 : Come to : Joseph
- 1998 : Lulu on the Bridge : Bobby Perez
- 1999 : A Day in Black and White
- 1999 : Macbeth in Manhattan : Chorus
- 1999 : Le Mariage de l'année (The Best Man) : Julian Murch
- 2000 : Amour, piments et bossa nova (Woman on Top) : Monica Jones
- 2000 : Overnight Sensation : Experienced PA
- 2001 : Attraction animale (Someone Like You...) : Fantasy sequence tour guide (DVD deleted scenes)
- 2001 : Prison Song : Uncle Steve
- 2002 : On Line : Moe Curley
- 2003 : Matrix Reloaded (The Matrix Reloaded) : Link
- 2003 : Matrix Revolutions (The Matrix Revolutions) : Link
- 2007 : 28 semaines plus tard : Flynn
- 2008 : Garden of the night : Orlando
- 2008 : Felon de Ric Roman Waugh : Lt. Jackson
- 2010 : 30 jours de nuit 2 : jours sombres de Ben Ketai : Todd
- 2011 : Transit (en) d'Antonio Negret : Losada
- 2011 : Le Pacte (Seeking Justice) de Roger Donaldson : Jimmy
- 2012 : Zero Dark Thirty de Kathryn Bigelow : Jack
- 2013 : Infiltré de Ric Roman Waugh : Jeffrey Steele
- 2013 : The Best Man Holiday de Malcolm D. Lee : Julian Murch
- 2014 : Sabotage de David Ayer
- 2018 : Dumplin' d'Anne Fletcher : Lee Wayne / Rhea Ranged

## Distinctions
- 12e cérémonie des Screen Actors Guild Awards 2006 : Meilleure distribution dans une série télévisée dramatique pour Lost : Les Disparus (2004).
- 2008 : Gold Derby Awards de la meilleure distribution d'ensemble dans une série télévisée pour Lost : Les Disparus (2004).
- 2014 : American Black Film Festival Awards de la meilleure distribution d'ensemble pour The Best Man Holiday (2013).
- 2020 : NAACP Image Awards du meilleur second rôle masculin dans une série dramatique pour Claws (2017).

### Nominations
- 11e cérémonie des Independent Spirit Awards 1996 : Meilleur soutien masculin pour Smoke (1995).
- 1996 : ACCA Awards de la meilleure distribution pour Roméo + Juliette (1996).
- 2000 : NAACP Image Awards du meilleur second rôle masculin dans un film pour The Best Man (1999).
- 2006 : Gold Derby Awards de la meilleure distribution d'ensemble dans une série télévisée pour Lost : Les Disparus (2004).
- 2009 : Gold Derby Awards de la meilleure distribution d'ensemble dans une série télévisée pour Lost : Les Disparus (2004).
- 2018 : Black Reel Awards du meilleur second rôle masculin dans une série dramatique pour Claws (2017).
- 2022 : Hollywood Critics Association Television Awards du meilleur acteur dans une série télévisée dramatique pour From (2022).
- 47e cérémonie des Saturn Awards 2022 : Meilleur acteur de télévision dans une série télévisée dramatique pour From (2022).
- 2024 : Black Reel Awards de la meilleure performance principale dans une série dramatique pour From (2022).
- 2024 : Black Reel Awards de la meilleure performance principale dans un téléfilm pour The Best Man: The Final Chapters (2024).
- 51e cérémonie des Saturn Awards 2024 : Meilleur acteur de télévision dans une série télévisée dramatique pour From (2022).
- 52e cérémonie des Saturn Awards 2025 : Meilleur acteur de télévision dans une série télévisée dramatique pour From (2022).
- 2025 : NAACP Image Awards du meilleur acteur dans une série dramatique pour From (2022).

## Voix francophones
En France, Daniel Njo Lobé est la voix régulière d'Harold Perrineau depuis la saga Matrix. Serge Faliu et Frantz Confiac l'ont également doublé à trois reprises chacun.